# Traupídeos
Traupídeos (Thraupidae) é uma família que compreende espécies de pássaros dos mais variados tipos, conhecidos genericamente como tiês, sendo que a maioria das espécies são endêmicas das Américas.
Havia tradicionalmente cerca de 240 espécies reconhecidas dentro desta família, mas o tratamento taxonômico de membros desta família está atualmente em um estado de fluxo, pois essas aves estão sendo estudadas através de modernas técnicas moleculares,  esperando assim que alguns gêneros sejam reorganizados.
Espécies que pertencem ao gênero Euphonia e Chlorophonia, que antes eram parte da família dos traupídeos, agora são tratados como membros da Fringillidae, em sua própria subfamília (Euphoniinae).

Da mesma forma, os gêneros Piranga, Chlorothraupis, e Habia parecem ser membros da família Cardinal.

## Etimologia
O termo "tiê" é oriundo do tupi tié.

## Descrição
Os pássaros desta espécie são de pequeno a médio porte. O menor é o Conirostrum leucogenys, medindo nove centímetros de comprimento e pesando sete gramas. O maior é o Cissopis leveriana, medindo cerca de 27 centímetros e pesando 75 gramas. O mais pesado é o Sericossypha albocristala, com 114 gramas e 24 centímetros de comprimento.
Ambos os sexos são semelhantes, apresentam geralmente o mesmo peso, tamanho e aspecto, podendo, às vezes, ser diferenciados pela coloração mais viva do macho em comparação à da fêmea. A maioria dos filhotes jovens podem ser reconhecidos devido a sua coloração mais maçante.

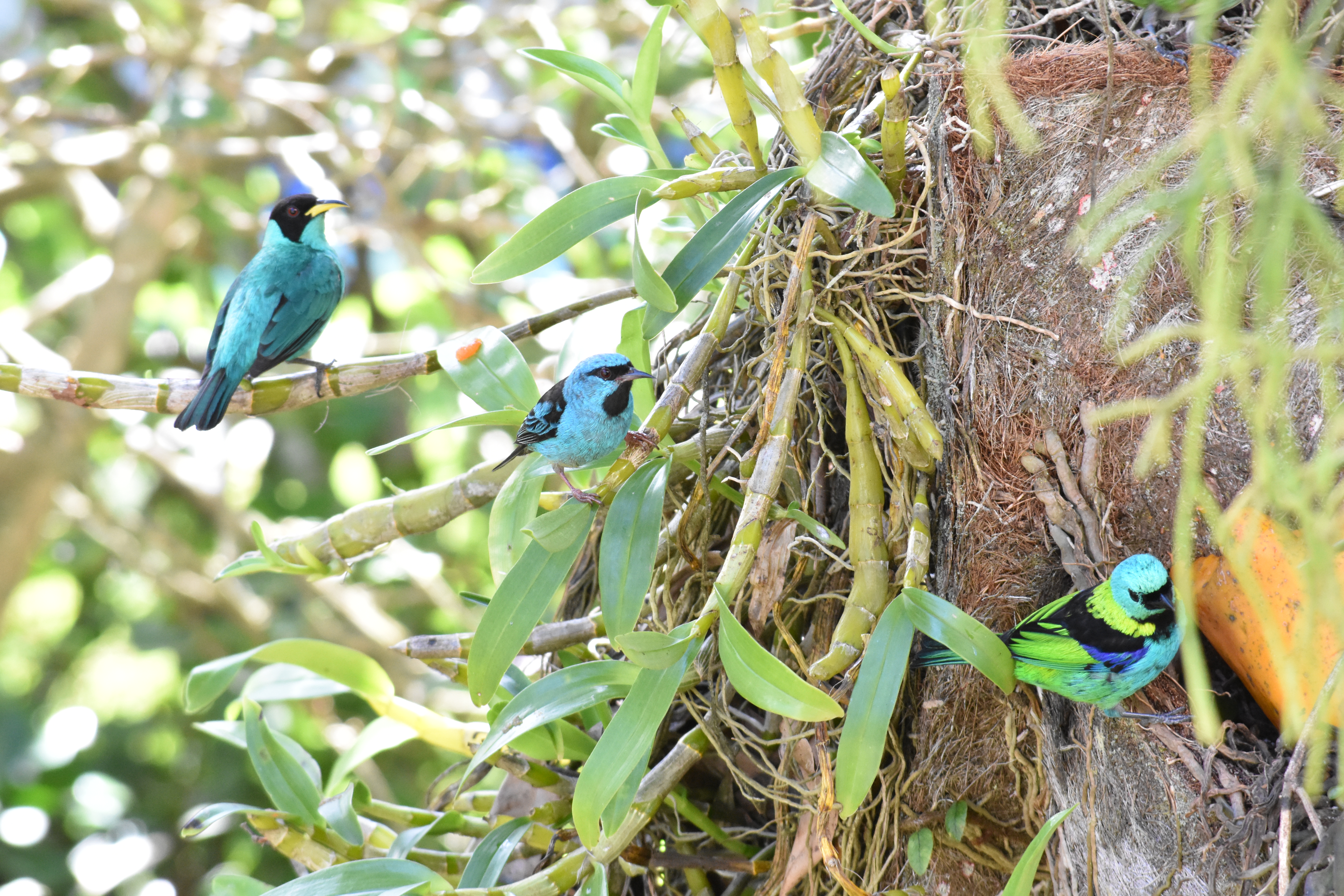
Saí-verde, saí-azul e saíra-sete-cores

A maioria dos tiês são coloridos. Entretanto, há espécies que apresentam apenas a coloração preta e branca. Geralmente, possuem asas curtas e arredondadas.

## Distribuição
Os pássaros desta família são restritos à América. Sessenta por cento deles vivem na América do Sul e, destes, trinta por cento vivem nos Andes.

## Comportamento
Estes pássaros vivem geralmente em pequenos grupos de três a cinco indivíduos, sendo que alguns podem viver em grandes bandos de uma única espécie ou de espécies diferentes. Estes grupos podem ser constituídos simplesmente de pais e seus descendentes.
Os tiês são onívoros, sendo que sua dieta varia de gênero para gênero. No geral comem frutos, sementes, néctar, parte de flores, insetos e aracnídeos de pequeno porte. Alguns são caçadores peculiares, que, muitas vezes, capturam sua presa em pleno voo, ou procuram-nas na parte inferior das folhas.
Muitas destas espécies convivem na mesma área. No entanto, devido às especializações alimentares,  a disputa por alimento entre as diferentes espécies é reduzida.
A época de reprodução começa em março e vai até junho em áreas temperadas; na América do Sul, é entre setembro e outubro.

Algumas espécies são territoriais, enquanto que outras constroem seus ninhos próximos. Há pouca informação sobre os hábitos reprodutivos destas aves traupídeas. Os machos mostram suas mais brilhantes penas para as parceiras em potencial, a fim de cortejá-las; exibem também a machos rivais, com o intuito de intimidá-los.
Constroem seus ninhos em galhos na copa das árvores, podendo ser superficiais, na forma de um cesto aberto, ou profundos com a entrada no lado do ninho. A maioria das espécies nidifica em uma área escondida pela vegetação muito densa. Ainda não há informação sobre o ninho de algumas espécies.
A postura varia de três a cinco ovos, que são incubados pela fêmea, sendo que, em alguns casos, o macho alimenta a parceira enquanto ela incuba. A alimentação dos filhotes é feita pelo casal, sendo que há espécies que contam com auxílio de filhotes do ano anterior na alimentação da nova ninhada.

## Sistematização
Estudos filogenéticos sugerem a divisão das espécies desta família em três grupos principais, ou seja, clados, dos quais consistem de várias subdivisões.

A lista abaixo é uma tentativa de agrupamento, que usa informações recolhidas a partir dos mais recentes estudos, podendo conter agrupamentos ainda não aceitos pelas autoridades de taxonomia ornitológica, ou que estão sob revisão por estes.

### Grupo 1
Pássaros de coloração maçante.

a) As espécies desse grupo apresentam uma morfologia bastante variada. Entretanto em sua grande maioria são cinzas, azuis ou pretas, podendo vir a ter uma coloração castanha nas suas partes inferiores.
- Gênero Conirostrum
- Gênero Oreomanes
- Gênero Xenodacnis
- Gênero Catamenia
- Gênero Diglossa
- Gênero Diglossopis
- Gênero Haplospiza
- Gênero Acanthidops
- Gênero Phrygilus
- Gênero Sicalis

b) Pássaros popularmente conhecidos como "papa-capim". Fazem parte da família Emberizidae. Estes gêneros compartilham uma padrão particular de tipo de pé, o que sugere que eles podem formar um grupo monofilético.
- Gênero Sporophila
- Gênero Oryzoborus
- Gênero Dolospingus
- Gênero Charitospiza

c) Grupo de pássaros de anca-amarela.
- Gênero Heterospingus
- Gênero Chrysothlypis
- Gênero Hemithraupis

d) Grupo de espécies de "crista" (Também inclui os gêneros Coryphospingus e Volatinia, tradicionalmente pertencentes a família Emberizidae).
- Gênero Ramphocelus
- Genêro Lanio
- Gênero Eucometis
- Gênero Tachyphonus
- Gênero Trichothraupis
- Gênero Stephanophorus
- Gênero Coryphospingus
- Gênero Volatinia